# Stanisław Bojarski
Stanisław Bojarski – oficer w oddziałach polskich w czasach powstania styczniowego w 1863 r.
We wspomnieniach Alfonsa Parczewskiego (Powstanie styczniowe w okolicach Łodzi, [w:] Rocznik Oddz. Łódzkiego PTH 1929-30) mjr Bojarski pozostał jako „wąsal w średnich już latach, o którym mówiono, że służył przedtem w legionie polskim w Turcji, czyli w tzw. kozakach tureckich”. 
Był instruktorem wojskowym w kawalerii powstańczej. Niefortunnie dowodził sieradzką jazdą w bitwie pod Lądem w dniu 12 lipca 1863 r., kiedy to wraz z oddziałem opuścił plac boju. Następnie był dowódcą II dywizjonu w 1 pułku ułanów brygady gen. Edmunda Taczanowskiego.